# Everything, Everything
Everything, Everything (bra: Tudo e Todas as Coisas; prt: Amor Acima de Tudo) é um filme estadunidense dirigido por Stella Meghie, lançado em 2017. Esta é a adaptação cinematográfica do romance de mesmo título, de Nicola Yoon.

## Sinopse
Maddy é uma mulher de 18 anos que sofre de imunodeficiência combinada grave, que a força a ficar em casa, sob vigilância.
Sua mãe é médica, então ela montou a casa para que Maddy pudesse viver como uma adolescente, mas esta última não tem uma vida social separada de Carla, uma enfermeira que Maddy conhece desde os três anos e sua filha que tem a mesma idade.
Um dia, ela vê na janela Olly, um adolescente que acaba de se mudar para a casa em frente com seus pais e sua irmã mais nova. Eles começam a se simpatizar e se apaixonar. No entanto, esse relacionamento é ameaçado pela patologia de Maddy, isolando-a do mundo exterior.

## Elenco
- Amandla Stenberg como Madeline "Maddy" Whittier
- Nick Robinson como Oliver "Olly" Bright
- Anika Noni Rose como Dra. Pauline Whittier, mãe de Maddy
- Ana de la Reguera como Carla, enfermeira de Maddy
- Taylor Hickson como Kayra Bright, irmã mais nova de Olly

## Dublagem brasileira
- Maddy:Flora Paulita[7]
- Olly:Robson Kumode[7]
- Pauline:Adriana Pissardini[7]
- Carla:Angelica Santos[7]
- Kayra:Tess Amorim[7]
- Joe:Dlaigeles Riba[7]
- Dra Francis:Cecília Lemes[7]
- Enfermeira Janet:Rosa Maria Baroli[7]

## Recepção

### Crítica
| Críticas profissionais | Críticas profissionais |
| Pontuações agregadas   | Pontuações agregadas   |
| Fonte                  | Avaliação              |
| ---------------------- | ---------------------- |
| Metacritic             | 52/100                 |
| Rotten Tomatoes        | 46 %                   |
| Allociné               | [ 10 ]                 |
| AdoroCinema            | [ 11 ]                 |
| Avaliações da crítica  |                        |
| Fonte                  | Avaliação              |

No agregador estadunidense Rotten Tomatoes, o filme coleta 46% de opiniões favoráveis a 118 críticos. No Metacritic, obtém uma pontuação média de 52/100 para 26 revisões.
Na França, o site AlloCiné oferece uma pontuação média de 2/5 com base na interpretação de resenhas de cinco títulos da imprensa.
No Brasil, o site AdoroCinema oferece uma pontuação média de 3,8/5 com base na interpretação de resenhas de 15 críticas.
Em Portugal, o site Cinecartaz, que faz parte do jornal Público, oferece uma pontuação média de 4/5 com base na interpretação de 54 votos.

## Prêmios
| Ano  | Prêmio                      | Categoria                       | Nomeação               | Resultado |
| ---- | --------------------------- | ------------------------------- | ---------------------- | --------- |
| 2017 | Prêmios Teen Choice de 2017 | Melhor filme dramático          | Everything, Everything | Venceu    |
| 2017 | Prêmios Teen Choice de 2017 | Melhor ator em filme dramático  | Nick Robinson          | Indicado  |
| 2017 | Prêmios Teen Choice de 2017 | Melhor atriz em filme dramático | Amandla Stenberg       | Indicado  |